# Di Tử Hà
Di Tử Hà (Trung văn giản thể: 弥子瑕, phồn thể: 彌子瑕, bính âm: Mí Zǐ Xiá, ?-?), là đại phu nước Vệ thời Xuân Thu trong lịch sử Trung Quốc. Ông cũng là sủng thần của Vệ Linh công, vua thứ 28 của nước Vệ. Ông được đề cập trong quyển sách Thuyết nan của Hàn Phi.

## Sủng thần của vua Vệ
Di Tử Hà là một nho sĩ thông minh, vô cùng khôi ngô tuấn tú, được Vệ Linh công sủng ái, phong cho làm đại phu. Năm 504 TCN, Lỗ Định công đem quân đánh nước Trịnh, chiếm được đất Khuông. Trên đường về, tướng nước Lỗ là Dương Hổ không báo trước với nước Vệ mà tự ý hành quân gần kinh đô nước Vệ. Vệ Linh công tức giận, sai Di Tử Hà truy kích quân Lỗ. Sau nhờ có đại phu Công thúc Văn tử hòa giải, Vệ Linh công mới lui quân, giảng hòa với nước Lỗ.
Di Tử Hà được Vệ Linh công trọng đãi, cho phép tự do ra vào cung cấm. Theo luật pháp nước Vệ, kẻ dùng xe của vua sẽ phải bị chặt chân. Một ngày mẹ Tử Hà bị bệnh, Có người nghe tin đang đêm đến báo với Di Tử Hà. Tử Hà giả mệnh quốc quân, tự ý lấy xe của Vệ Linh công xuất cung về thăm mẹ. Vệ Linh công do quá yêu Di Tử Hà nên khi biết chuyện chẳng những không phạt mà còn khen: "Thực là người có hiếu! Vì mẹ mà phạm tội bị chặt chân".
Một lần khác Di Tử Hà cùng Vệ Linh công thăm hoa viên, Di Tử Hà thấy có một quả đào ngon, tự ý hái đào ăn trước mặt Vệ Linh công, ăn không hết bèn đem phần cắn dở đút vào miệng Vệ Linh công. Vệ Linh công cũng khen: "Tử Hà thật yêu ta! Quên cái miệng đói của mình mà nhớ đến ta."
Dân gian gọi quan hệ giữa Vệ Linh công là tình chia đào (dư đào đoạn tụ). Tuy nhiên sử sách không nói rõ đây là quan hệ đồng tính luyến ái hay chỉ là tình bạn thân thiết.
Về sau Di Tử Hà ngày một già đi và không còn được Vệ Linh công quý mến. Có lần Vệ Linh công dùng roi đánh Di Tử Hà. Từ đó Di Tử Hà thường cáo ốm ít lên triều. Vệ Linh công hỏi quan đại phu Chúc Đà xem Tử Hà có oán mình không. Chúc Đà gièm pha với Vệ Linh công rằng Di Tử Hà giống như loài chó, gặp hội ma thì oán hận chủ nhân. Từ đó Vệ Linh công bắt đầu xa lánh ông.
Một đại phu khác của nước Vệ là Sử Ngư bất bình việc Di Tử Hà được trọng dụng, và tiến cử người hiền là Cừ Bá Ngọc. Vệ Linh công ban đầu không nghe. Ít lâu sau Sử Ngư chết, người nhà không hạ táng, lại khuyên ngăn Vệ Linh công.
Thời gian trôi qua, Di Tử Hà mỗi ngày một già và xấu, không còn được Vệ Linh công yêu quý, lại phạm tội. Vệ Linh công lại nghe theo lời Sử Ngư, trọng dụng Cừ Bá Ngọc rồi trị tội trộm xe và tự ý ăn đào trước đây của Tử Hà, nói:
"Nó đã có lần tự tiện đi xe ngựa của ta, lại có lần bắt ta ăn quả đào thừa của nó."
Rồi đuổi ra khỏi cung.

## Đánh giá
Tư Mã Thiên trong Sử ký có lời bình luận về mối tình của Vệ Linh công và Di Tử Hà như sau:
Việc làm của Di Tử không khác, nhưng lần trước được khen là hiền, lần sau lại phạm tội, đó là vì lòng yêu ghét hết sức thay đổi. Cho nên được nhà vua yêu thì cái khôn của mình càng làm cho mình được thân, bị nhà vua ghét thì cái tội của mình càng làm cho mình bị ruồng bỏ.